# 40-я стрелковая дивизия (РСФСР)
40-я Богучарская стрелковая дивизия — формирование (соединение, стрелковая дивизия) РККА РСФСР в Гражданской войне.

## История
40-я стрелковая дивизия была сформирована в начале июля 1919 года из частей 1-й экспедиционной дивизии 8-й армии РККА Южного фронта РСФСР. В составе Ударной группы Селивачёва принимала участие в боях против частей Деникина, на левом фланге 8-й армии.
Приказом по войскам Южного фронта была переименована в 40-ю стрелковую дивизию.
12 августа 1919 года в районе Новая Чигла дивизия оказала сопротивление конному корпусу К. К. Мамонтова, прорвавшегося в тыл красных. Во время неравного боя её части понесли значительные боевые потери в личном составе, при этом штаб дивизии был разгромлен.
После принятия пополнений дивизия вновь в наступлении на белых, занятие Павловска. В районе Лиски — Коротояк 40-я дивизия оказалась в окружении противником, совершив прорыв отступила с затяжными боями.  С октября 1919 года вновь в наступлении.
В ноябре 1919 года дивизия успешно атакует два полка белых в районе Чесменки, захватив 400 пленных. При дальнейшем наступлении занимает Бобров, Хреновую, Павловск. В декабре того же года успешно громит части генерала Старикова, заняв станицу Гундоровская и Каменская.
В январе 1920 года участвует в боях на Дону и под Ростовом. Продвигалась в сторону Новороссийска, затем была направлена в район Кавказских гор, где приняла участие в ликвидации разрозненных групп отступающего противника.
В дальнейшем принимала участие в боях с частями П. Н. Врангеля.
Приказом по войскам 8-й армии № 32 от 5 февраля 1920 г. дивизия получила наименование 40-й Богучарской стрелковой дивизии.
Приказом по войскам 13-й армии дивизия была сведена в 4-ю бригаду 9-й мотострелковой дивизии.

## Управление

### Начальники дивизии[6]
- поручик Жигур Ян Матисович (24.04.1919-13.06.1919)
- штабс-капитан Василенко Матвей Иванович (13.06.1919-08.08.1919)
- полковник Страхович Владимир Васильевич (08.08.1919-17.08.1919)
- полковник Грживо-Домбровский Петр Станиславович[7] (17.08.1919-03.04.1920)
- подполковник Шарсков Иван Федорович (03.04.1920-29.07.1920)
- прапорщик Овчинников Георгий Иванович[8] (29.07.1920-14.09.1920)
- Петриковский Сергей Иванович (14.09.1920-07.10.1920)
- прапорщик Сангурский Михаил Владимирович (07.10.1920-19.10.1920)

### Начальники штаба[6]
- Антонович (21.04.1919-10.06.1919)
- Бернштам Р. (11.06.1919-06.08.1919)
- Мишук Григорий Осипович врид (08.08.1919-17.08.1919)
- Мачигин-Елецких Владимир Андреевич (17.08.1919-01.12.1919)
- подпоручик Максимов Иван Федорович (02.12.1919-13.01.1920)
- Писанецкий Анатолий Константинович (13.01.1920-13.02.1920)
- Малявинский Александр Дмитриевич (13.02.1920-09.08.1920)
- Толчеев Виктор Алексеевич (09.08.1920-28.08.1920)
- Рачков Григорий Иванович (28.08.1920-07.10.1920)
- Мякинин (10.10.1920-19.10.1920)

### Военкомы[6]
- Колегаев Сергей Лукич (21.04.1919-09.07.1919)
- Попов Анатолий (21.04.1919-17.06.1919)
- Ермоленко Михаил Ионович (18.06.1919-08.11.1919)
- Львов Лазарь Львович[9] (23.11.10.1919-21.02.1920)
- Врачев Иван Яковлевич (05.11.1919-20.03.1920)
- Радченко Александр Петрович[10] (08.04.1920-26.07.1920)
- Фельдман Нехемий Львович (26.07.1920-06.09.1920)
- Радченко Александр Петрович (06.09.1920-14.10.1920)
- Скопов Федор (14.10.1920-19.10.1920)

## Подчинение
| Дата                            | Фронт (Военный округ) | Армия      | Корпус                          | Примечания |
| ------------------------------- | --------------------- | ---------- | ------------------------------- | ---------- |
| апрель — июнь 1919 года         |                       | 8-я армия  |                                 |            |
| июнь 1919 года                  | Южный фронт           |            | Отдельный экспедиционный корпус |            |
| июль — октябрь 1919 года        |                       | 8-я армия  |                                 |            |
| октябрь 1919 года               |                       | 9-я армия  |                                 |            |
| октябрь 1919 — апрель 1920 года |                       | 8-я армия  |                                 |            |
| апрель — май 1920 года          |                       | 10-я армия |                                 |            |
| июнь — октябрь 1920 года        |                       | 13-я армия |                                 |            |

## Состав
1-я бригада: 
- Комбриг-1 (Косенко С. В., Малаховский В. А.)
- Нач. штаба -
- Военком-1 (Радченко А. П., Рошаль)
- 352-й стрелковый полк (Домнич Иван Нестерович)
- 353-й Богучарский стрелковый полк (Малаховский В. А.)
- 354-й Бобровский стрелковый полк
- Конный отряд (Лисянский М. Т.[11])

2-я бригада: 
- Комбриг-2 (Ширинда Степан Иванович[12], Страхович Владимир Васильевич[13][11])
- Нач. штаба-2 (Доронкин Е. В.[11])
- Военком-2 (Шамаев Илья Николаевич[13])
- 355-й стрелковый полк (Антонов)
- 356-й Кексгольмский стрелковый полк (Моргунов, Качалов Д.[11])
- 357-й Волчанский стрелковый полк (Ртищев)

3-я бригада: 
- Комбриг-3 (Попов[11])
- Нач. штаба-2 (Дронов Н. А.[11])
- Военком-3 (Пархоменко М. А.[11])
- 358-й стрелковый полк (Бондарев Е. И., военком — Клочков И. А.[11])
- 359-й стрелковый полк (Иванов И. П., военком — Третьяченко И. В.[11])
- 360-й стрелковый полк (Савенко Ф. П., военком — Козин С. А.[11])

4-я кавалерийская бригада: 
- Комбриг-4 (Филиппов)
- 1-й кавалерийский полк
- 2-й кавалерийский полк

5-я Богучарская кавалерийская бригада: 
- Комбриг-4 (Малаховский В. А.)
- 3-й кавалерийский полк (Филимонов)
- 4-й кавалерийский полк

Отдельные части  расформированной в феврале 1920 года 87-й стрелковой бригады 29-й стрелковой дивизии (впоследствии в феврале 1921 года, части вливаются в 62-ю стрелковую бригаду 21-й стрелковой дивизии и находятся там до полного расформирования 31.12.1921 г.):
- 259-й Лесновско-Выборгский стрелковый полк
- 260-й Петроградский стрелковый полк
- 261-й Василеостровский стрелковый полк

## Известные люди, связанные с дивизией
- Алексеев, Василий Алексеевич — В 1919—1920 гг.  адъютант 1-го легкого артиллерийского дивизиона дивизии. Впоследствии, советский военный деятель, генерал-майор инженерно-артиллерийской службы (1942).
- Снитко, Константин Константинович — В 1919—1920 гг.  командир 2-го легко-артиллерийского дивизиона дивизии. Впоследствии, советский военный деятель, генерал-лейтенант инженерно-артиллерийской службы (1943).
- Бобраков, Фёдор Михайлович — В 1920—1921 гг. командовал ротой и батальоном в 355-м стрелковом полку. Впоследствии советский военачальник, генерал-майор.
- Куклин, Павел Филиппович — С января по июль 1920 года служил бойцом в 4-м кавалерийском полку кавалерийской бригады дивизии. Впоследствии советский военачальник, полковник.
- Федин, Василий Трофимович (1919 —1920) красноармеец 357-го стрелкового полка. Впоследствии, советский военачальник, генерал-майор т/в.